# Ufhoven
Ufhoven ist ein Ortsteil von Bad Langensalza im Unstrut-Hainich-Kreis in Thüringen.

## Lage
Ufhoven liegt unmittelbar südwestlich der Kernstadt von Bad Langensalza und wird von den Bundesstraßen B 84 und B 247 tangiert. Durch den Ort fließen zwei Arme der Salza, einem Zufluss der Unstrut.

## Geschichte

Ufhoven auf einer Karte von 1801

Nach dem Urkundenbuch der Stadt und des Kreises Langensalza wird die Ersterwähnung des Ortes Ufhoven in die Zeit von etwa 1047–1050 datiert.
Die Burg Ufhoven, von der heute nur noch wenige Mauerreste zu sehen sind, befand sich im Ort selbst und war die dritte der aus drei Burgen bestehenden Befestigungsanlagen der Stadt Langensalza der Dryburg. Die Herren von Salza hatten sich als Sitz die Burg Dribogk erbaut und den Ufhoufe gekauft (Düringische Chronik). Im Jahre 1212 belagerte Kaiser Otto IV. im Streit mit dem thüringischen Landgrafen Hermann I. die Dryburg der Herren von Salza. Diese ergaben sich und Gunther von Salza durfte die Burg Ufhoven behalten. Er bekam zusätzlich die Orte Döllstädt und Ufhoven. Der Ort gehörte bis 1815 zum kursächsischen Amt Langensalza und nach seiner Abtretung an Preußen von 1816 bis 1944 zum Landkreis Langensalza in der Provinz Sachsen.
Die Zusammenlegung der Gemeinde Ufhoven mit der Stadt Langensalza beschloss die Gemeindevertretung Ufhoven am 16. Mai 1950. Von 14 gültigen Stimmen waren 10 Stimmen mit JA von der SED und der CDU, 4 Stimmen mit NEIN von der LDP. Die Eingemeindung wurde am 1. Juli 1950 vorgenommen.

## Politik

### Ortsteilrat und -bürgermeister
Der Stadtrat von Bad Langensalza beschloss im Februar 2019, dass Ufhoven offiziell ein Ortsteil von Langensalza werden soll und einen eigenen Ortsteilrat und Ortsteilbürgermeister haben wird. Zum ersten Ortsteilbürgermeister wurde 2019 Uwe Domni gewählt. Zur Stichwahl am 9. Juni 2024 wurde Katrin Bauer mit 61,7 % der abgegebenen Stimmen zur Ortsteilbürgermeisterin gewählt.

### Wappen

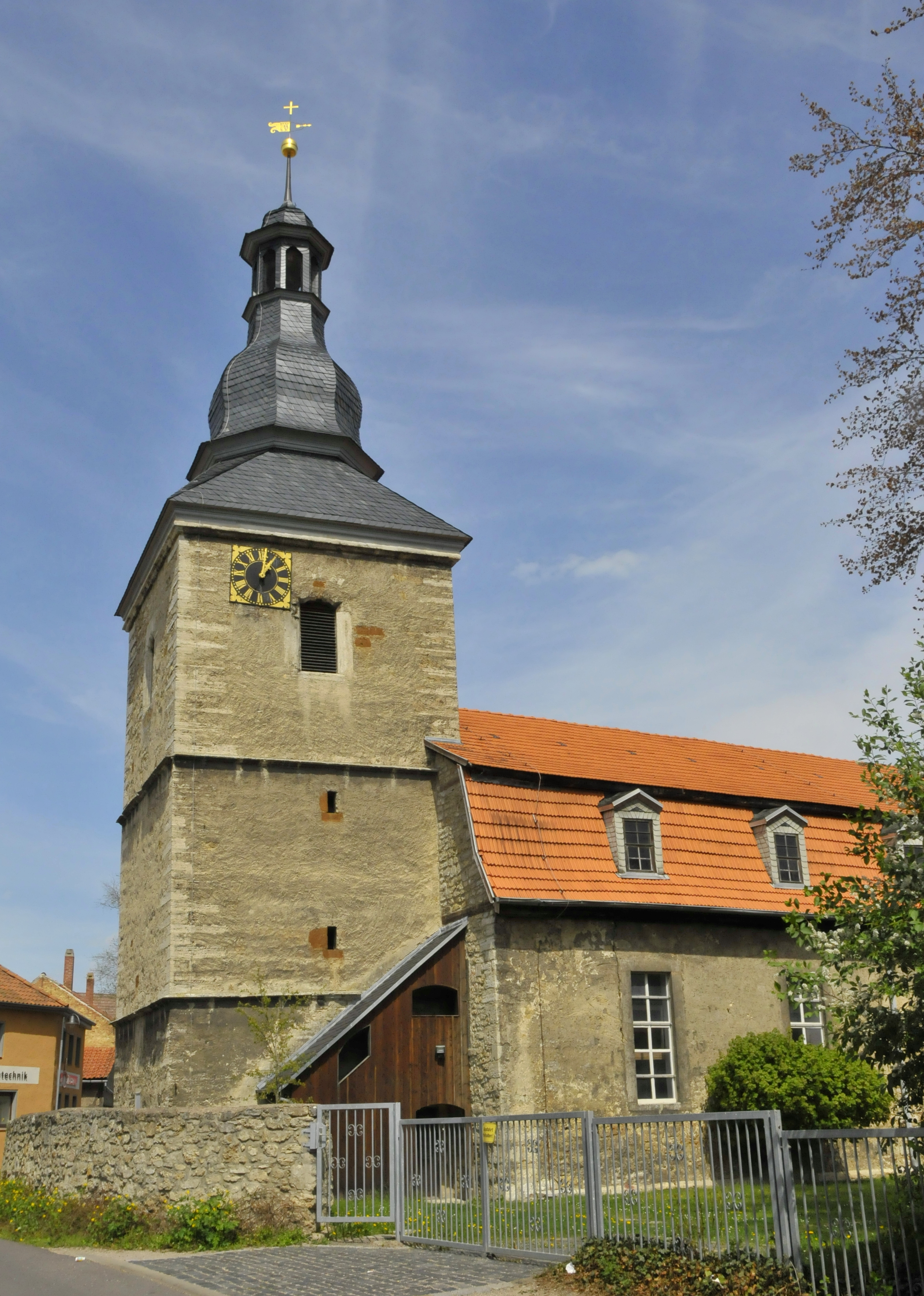
Dorfkirche Sankt Wipperti

Das Kommunalwappen wurde von dem Magdeburger Staatsarchivrat Otto Korn gestaltet. Es wurde am 22. Oktober 1937 durch den Oberpräsidenten der Provinz Sachsen verliehen.
| Wappen von Ufhoven | Blasonierung: „In Silber auf grünem Hügel eine grüne Linde.“ |
| Wappen von Ufhoven | Wappenbegründung: Das Wappen stellt die unter Naturschutz stehende etwa 400 Jahre alte Linde auf dem Sülzenberg dar. Sie ist von alters her das Wahrzeichen des Dorfes und wurde ebenfalls im Siegel des Ortes als Siegelbild genutzt. |

## Kultur und Sehenswürdigkeiten
- Die unter Naturschutz stehende Linde auf dem Sülzenberg ist etwa 400 Jahre alt. Sie ist von alters her das Wahrzeichen des Dorfes. Sie stand auch in dem bisherigen Wappen und Siegel.
- In den Jahren um 1935 bis 1945 galt die Gemeinde offiziell als „Rosendorf“. Nach der Eingemeindung hat Langensalza diese Tradition von Ufhoven übernommen. Der Rosengarten befindet sich nicht in Ufhoven, sondern im Kurpark der Stadt Bad Langensalza, Vor dem Klagetor. Dort kann man den in die Kurparkanlage integrierten Rosengarten mit Rosenmuseum besichtigen.
- In Ufhoven selbst ist ein Rosenhof ansässig, der auf den Hängen nördlich des Dorfes mehrere Rosenfelder bewirtschaftet und Bad Langensalza mit Pflanzen versorgt. Somit kann sich Ufhoven (inoffiziell) weiterhin als „Rosendorf“ bezeichnen. Aus diesem Grund, und auch als Erinnerung an den offiziellen Status, befinden sich seit 2007 an den Ortseingängen der Gemeinde verzierte Holzschilder mit dem Schriftzug „Rosendorf“.
- Im Südwesten des Dorfes befindet sich die unter Naturschutz stehende Karstquelle Golke, die den Ursprung des Flusses Salza bildet.

## Persönlichkeiten
Söhne und Töchter des Ortes
- Melchior Christian Käpler (1712–1793), Forstmann und Dichter
- Theodor Ludwig Karl Krieghoff (1879–1946), Musiker und Komponist
- Hans Bauer (* 1941), Autor und ehemaliger Staatsanwalt sowie stellvertretender Generalstaatsanwalt in der DDR

Personen, die mit dem Ort in Verbindung stehen
- Ägidius Gutbier (1617–1667), Theologe, Orientalist und Gymnasiallehrer, starb in Ufhoven
- Julius Augustus von Goldacker (1673–1740), königlich-polnischer und kurfürstlich-sächsischer Generalmajor der Kavallerie, Mitbelehnter am Rittergut Ufhoven
- Ernst Gottfried Baldinger (1738–1804), Mediziner, heiratete in Ufhoven
- Friderika Baldinger (1739–1786), Schriftstellerin, heiratete in Ufhoven
- Friedrich Wilhelm Albrecht von Goldacker (1740–1774), kurfürstlich-sächsischer Oberhofgerichtsassessor in Leipzig und Domherr zu Naumburg (Saale), erbte das Goldacker’sche Rittergut Ufhoven
- Anni Berger (1904–1990), Rosenzüchterin österreichischer Abstammung, wohnte in Ufhoven